# Cerco de Moscou (1618)
O cerco de Moscou foi a última grande ação militar da campanha de Ladislau IV de 1617–1618 e toda Guerra polaco-moscovita (1605–1618). Durante o cerco, que durou várias semanas no outono de 1618, o assalto à cidade não teve sucesso. Tendo fracassado, o governo polonês-lituano regeu a conclusão guerra pela Trégua de Deulino.

## Prelúdio
A campanha foi apresentada como uma ação do "legítimo" czar Ladislau Vasa contra o "usurpador" Miguel Romanov. As forças da Coroa lideradas por Ladislau (6.000 homens) e as forças lituanas sob o comando do Grand Hetman Jan Karol Chodkiewicz (6.500 homens) participaram da campanha. Ladislau partiu de Varsóvia em 5 de abril de 1617, mas somente em setembro chegou a Smolensk. O governo russo puxou todas as forças disponíveis para a direção oeste e, na área de Mozhaysk, os poloneses receberam séria resistência. A Batalha de Mozhaysk durou todo o verão de 1618. Apesar do fato de que as tropas russas eventualmente tiveram que recuar, o exército polonês-lituano perdeu tempo e ficou gravemente enfraquecido quando a pequena nobreza, em massa, deixou o campo devido ao não pagamento de salários. Em 2 de outubro, o exército polonês-lituano de cerca de 8.000 homens se aproximou de Moscou e se estabeleceu em Tushino, no local do acampamento do ex-impostor. Eles foram reforçados por 18.000 cossacos zaporozhianos, liderados por Hetman Petro Konashevych-Sahaidachny, que avançou facilmente do sudoeste para Moscou, capturando várias pequenas fortalezas ao longo do caminho.

## Cerco
De acordo com os livros de registro militar, a guarnição de Moscou contava apenas com 11.500 pessoas. Destas, cerca de 5.500 pessoas eram uma milícia reunida em Moscou, cerca de metade delas armada com armas de fogo. Defensores ainda menos confiáveis foram os cossacos (cerca de 1.450 cavalos e 1.150 pés). Além do baixo espírito de luta, havia uma ameaça de traição direta. Como a defesa mais confiável de Moscou era o pessoal de serviço (cerca de 450 nobres de Moscou e até 900 nobres provinciais e filhos de boiardos) e Streltsy de quatro ordens de Moscou (até 1.500 homens). Além deles, a guarnição incluía cerca de 300 mercenários alemães e 450 tártaros.
Durante a noite de 10 de outubro, os invasores fizeram um assalto geral. As principais forças polaco-lituanas atacaram o portão de Arbat (2.700 homens) e o portão de Tver (2.300 homens). O esquema de ataque do portão era idêntico: o fogo da infantaria deveria fazer com que os defensores deixassem as paredes, enquanto os engenheiros destruíam os portões com petardos. Apesar da enorme superioridade numérica dos cossacos, eles tiveram um papel auxiliar. Estandartes de hussardos, em contraste com os eventos de 1612, Chodkiewicz deixou na reserva.
Pouco antes do início de uma tempestade, dois engenheiros franceses correram para o lado russo, entregando planos poloneses aos defensores. Como era de se esperar, as forças de assalto imediatamente encontraram uma resistência preparada e obstinada. O ataque ao Portão de Tver foi interrompido imediatamente: o fogo da infantaria russa das muralhas da Cidade Branca espalhou as fileiras inimigas. As paredes da fortaleza eram altas demais para escadas de assalto. Uma enorme massa de cossacos não se atreveu a entrar em batalha. No Portão Arbat, os poloneses romperam as fortificações de madeira e invadiram a cidade. Eles foram parados por um destacamento de mercenários alemães. Ao redor deles reuniram-se os outros soldados e, à noite, os poloneses foram expulsos da fortificação.

## Consequências
O fracasso do ataque significou o colapso das esperanças do governo da República das Duas Nações de ocupar o trono russo com um protegido polonês. No entanto, a posição do governo russo era extremamente difícil. As tropas polaco-lituanas e os cossacos zaporozhianos mantiveram dezenas de cidades e fortalezas e continuaram a ameaçar a capital e os principais centros (Yaroslavl e Kaluga). A Batalha de Mozhaysk demonstrou que o exército russo não poderia reverter o curso da guerra a seu favor. Isto obrigou o governo russo a aceitar as difíceis condições da Trégua de Deulino.